# 林家うん平
林家 うん平（はやしや うんぺい、1959年12月20日 - ）は、落語協会に所属する落語家。本名∶佐取 康久。
声優・ナレータープロダクションのアクセントにも所属している。

## 経歴
1959年、東京都八王子市生まれ。東京都立忠生高等学校卒業。
1979年9月、林家こん平に入門、一番弟子となる。大師匠に当たる初代三平が存命時に、こん平に弟子入りした唯一の弟子。1980年12月に楽屋入り。前座名「うん平」。
1983年4月に二ツ目昇進。
1995年3月に柳家小三太、三遊亭圓王、橘家富蔵、三遊亭吉窓、初音家左橋、古今亭菊輔、金原亭生駒、柳家一九、桂扇生とともに真打昇進。

## 芸歴
- 1979年9月∶林家こん平に入門。
- 1980年12月∶前座となる、前座名「うん平」。
- 1983年4月∶二ツ目昇進。
- 1995年3月∶真打昇進。

## 人物
師匠のこん平が監督・発起人を務めていた、らくご卓球クラブの会員でもある。
1984年から笑点のアシスタントとして山田隆夫と同時期に加入し、1997年まで出演していた。
師匠のこん平の多発性硬化症発症から亡くなるまでの闘病生活においての看病サポートは大きく、こん平死去時に初代三平の妻・海老名香葉子がマスコミ向けに発表した追悼文でも名前を挙げて感謝されている。こん平の家族葬にも弟子代表として唯一列席した。